# Причинність
Причи́нність, також причи́нно-наслідко́вий зв'язо́к, причи́новість, причи́ново-наслідко́вий зв'язо́к, кауза́льність — (неформально, нестрого розуміючи) зв'язок між подією А («причиною») й іншою подією Б («наслідком»), яка необхідно настає за першою чи витікає з неї. Хоча «причина» й «наслідок» визначені стосовно події, замість неї можна взяти іншу сутність, як-от процес, властивість, змінну, факт, стан справ тощо, — адже на питання «Яка з них є справжньою й основною причинності?» та «Як найкраще схарактеризувати зв'язок між ними?» людство ще не дало загальноприйнятих відповідей.
Філософський аналіз причинності — складне питання, над розв'язанням якого філософи мізкували впродовж тисячоліть. У західній філософії питання причинності досліджував ще Арістотель, і його ще досі досліджують у сучасних філософських журналах.
Фізик-теоретик Макс Борн у 1949 припустив три засади визначення причинності:
1. Причинність постулює, що існують закони, за якими проява сутності Б певного класу залежить від прояву сутності A іншого класу, де слово «сутність» означає будь-який фізичний об'єкт, явище, ситуацію чи подію; А називають причиною, Б називають наслідком.
2. Передування в часі постулює, що причина завжди відбувається раніше чи принаймні одночасно з наслідком.
3. Суміжність постулює, що причина та наслідок мають бути в просторовому контакті чи зв'язаними ланцюжком посередників, які контактують у просторі.

## У фізиці
Однією з підвалин струнко вибудованої фізичної теорії, є принцип причинності — специфічне формулювання причинності для фізики, яке вимагає від теорії недопущення впливу однієї події на іншу, якщо вони розділені просторово-часовим інтервалом. Щоб забезпечити причинність, принцип близькодії вимагає існування посередника передавати взаємодії від одного фізичного тіла до іншого.
Не всі фізичні теорії задовольняють названим принципам: наприклад, класичну механіку побудовано на принципі далекодії, тому вона поступилася місцем теорії відносності, яка формулює закони руху тіл згідно з принципом близькодії.

## У кримінології
Причинність — один з видів зв'язків речей і явищ є зв'язок «генетичний», тобто він визначає саме факт породження якогось явища, процесу. Коли говорять про причинність, використовують категорії «причина і наслідок», «причинно-наслідкові зв'язки», «причинні ланцюжки», «причинні комплекси» і ряд інших.

### Особливості причинних зв'язків
Особливості причинних зв'язків полягають в наступному:
1) причина, роблячи дію, породжує наслідок. Для дії причини необхідні певні умови, але ці умови самі по собі не здатні породити наслідок, вони лише
перетворюють можливість скоєння злочину в дійсність. Пасивна позиція очевидців злочину — це умова успішного досягнення злочинного результату, але не причина злочину.
Область дії причин — це перш за все стадії мотивації і прийняття рішення, коли мова йде про формування мотиву, мети, визначенні засобів її досягнення саме як злочинних. Обрання ж серед кримінальних конкретних даних засобів (вимагання або шахрайство), вибір конкретного об'єкта злочинного посягання, конкретного заподіяння шкоди у відповідних умовах місця і часу визначається значною мірою умовами. Такими умовами можуть бути обставини, що характеризують стан зовнішнього середовища (наприклад, від стану охорони різних об'єктів, ступеня розкриття певних злочинів залежить ступінь безпеки вчинення різних діянь і т. д.), а також ті обставини, які характеризують самої людини (наявність кримінальних професійних навичок і т. ін.);
2) існує послідовність у часі причини і наслідку. Причина завжди передує за часом наслідку, хоча часовий інтервал тут може бути і дуже маленьким. Тому важливо спеціально дослідити, що передувало злочину, зростання злочинності, і не приймати їх соціальні наслідки за причину;
3) наслідок не може бути причиною. Наприклад, новий стан злочинності обумовлює новий стан суспільства, а такий новий стан суспільства, в свою чергу, якщо кардинально не зміняться його характеристики, буде відтворювати злочинність з новими характеристиками;
4) існує однозначне ставлення причини і наслідку: дія однієї і тієї ж причини в одних і тих же умовах завжди породжує один і той же наслідок.
Якщо в одних і тих же умовах обставина, що оголошуються причиною, в один момент породжує злочинну поведінку, а в інший час — ні, значить, вона зі злочином знаходиться не в причинному зв'язку;
5) причина не зводиться до наслідку. Наслідок не повторює причину. Він є результатом перетворення, зміни об'єкта.
Якщо, наприклад, після порушення кримінальної справи по факту масового хабарництва і проведеного розслідування встановлюється, що у відповідній установі вкрай погано ведеться діловодство, кадри розпущені і недостатньо кваліфіковані, у наявності їх дефіцит, це не означає, що таким було становище перед тим, як хабарництво мало масовий характер. У погіршення становища також зробили внесок хабарники, які не бажали приймати і утримувати на роботі висококваліфікованих і дисциплінованих працівників, які створили цілеспрямовано хаос в діловодстві з тим, щоб їх пов'язали з хабарництвом, тому зловживання не носили очевидного характеру.

### «Фактор злочинності»
Складність, багатозначність процесів детермінації і непростий характер виявлення причинних залежностей, як уже зазначалося, породили в чималої частини кримінологів думку про неможливість і даремність вичленення причинних зв'язків. Звідси широке оперування терміном «фактор злочинності». Воно характерне для ранніх етапів розвитку науки і накопичення наукових даних.
Аналіз робіт кримінологів показує, що практично в них використовуються чотири підходи до розуміння причинності. Ці ж чотири підходи виділяються філософами як універсальні, що застосовуються в різних областях наукового пізнання. Кожен з них виконує специфічну роль і притаманний певним етапам розвитку дослідження, всі вони логічно взаємопов'язані.
І на різних етапах розвитку кримінології можна бачити переважання або навіть існування різних підходів. Це треба мати на увазі, читаючи роботи різних авторів різного періоду. Інакше важко розібратися в тому, що ж розуміється під причинами злочинності.

### «Кондиціоналістський» підхід
Отже, перший підхід має наступну назву: «кондиціоналістський» підхід, або «умовний». Латинське слово conditio (conditionis) означає «умова», «вимога». Тут мається на увазі під причиною необхідні і достатні умови даного слідства або, іншими словами, сукупність обставин, за яких мало місце слідство. Автори говорять саме про обставини або фактори, а не про причини і умови.
У роботах чималого числа кримінологів зустрічається перерахування безлічі обставин або факторів, які впливають на злочинність. Професором Г. М. Миньковским їх налічувалося до декількох сотень. Причому залежно від аналізованої сукупності виділяються так звані повна причина, специфічна причина. У роботі «Причинність в кримінології» академік В. Н. Кудрявцев писав, що «під повною причиною мається на увазі сукупність усіх обставин, за яких неминуче настає дане слідство» 2. У статті «Класифікація причин злочинності в кримінології» професор Н. Ф. Кузнєцова зазначала, що повна причина являє собою сукупність різних за характером і механізму дії соціальних явищ, що викликають злочинність. Про повну причину писав професор П. И. Гришаев: "Повна причина — це взаємодія всіх подій, за наявності яких народжується слідство. Отже, повна причина включає взаємодію всієї сукупності причин — головних і неголовних, внутрішніх і зовнішніх, об'єктивних і суб'єктивних і т. д. Вона включає в себе також різні умови, без сприяння яких це слідство не могло б народитися "4. У П. І. Гришаєва на відміну від попередників зустрічається вказівка на взаємодію, але виявляється, що практично мова йде про процес детермінації, оскільки повна причина включає і причини, і умови.
Фактично в різних варіантах це все-таки так званий факторний, або багатофакторний, підхід, оскільки йдеться про сукупність різних за характером соціальних явищ.
Багатофакторний підхід має найбільш давню історію. Він вперше був докладно обґрунтований Чезаре Ломброзо, який писав: «Будь-який злочин походить від безлічі причин, і якщо дуже часто ці причини пов'язані і переплетені між собою, ми тим не менше повинні розглядати кожну з них в окремості …»5 Енріко Феррі (1896 р.) розвинув цей підхід. Він писав: «Вважаючи, що всі вчинки людини є продуктом її фізіологічної і психічної організації та фізично соціального середовища, в якому вона росте, я розрізняю три категорії факторів злочинності: антропологічні, або індивідуальні, фізичні та соціальні» 6.
Багатофакторний підхід розвивався як альтернатива застосовувалися раніше однофакторного підходу.
При однофакторного підході, злочинна поведінка пов'язувалася з якимось одним фактором, і саме між ним виявлялася статистична залежність. Наприклад, між зростанням майнової злочинності і цінами на хліб як показником зростання прожиткового мінімуму. Далі багатофакторний підхід розвивався практично у всіх країнах і панував до початку 60-х рр.. Проте він, як і однофакторний підхід, зустрічається і пізніше.
Багато закордонних теорії, наприклад, що зв'язують злочинність з одним якимось процесом або явищем (аномією з соціальною диференціацією або з безробіттям), практично абсолютизує якийсь певний фактор, нехай навіть складний сам по собі. Так, наприклад, аномія розуміється як стан розпаду нормативної системи суспільства, беззаконня. Еміль Дюркгейм вважав, що соціальна реальність тотожна «загального усвідомлення», і вважав, що злочинність — це реакція на соціальні зміни і плата за них. Роберт Мертон, розвиваючи цю теорію і даючи їй свою інтерпретацію, відзначав, зокрема, що аномія — це розбіжність між задекларованими цілями і реальними шляхами їх досягнення. Він писав: «Доктрина» мета виправдовує засоби «стає провідним принципом діяльності у випадку, коли структура культури надмірно звеличує мета, а соціальна організація надмірно обмежує можливий доступ до схвалюваним засобів» 2.
Із зазначеними висновками пов'язаний цілий ряд цікавих кримінологічних міркувань. І треба визнати, що зазначені висновки зберігають свою актуальність. Про них ще буде згадуватися. Проте виділення лише одного фактора (хоча й складного самого по собі) як причинного не пояснює походження злочинності в різних умовах і в різних суспільних системах, а також за все її різноманіття. Таке виділення припустиме лише як приватний методичний прийом і не більше. Його абсолютизація нерідко пов'язана навіть не з позицією авторів зазначених висновків, а з тим, що цікавий конкретний висновок автора, особливо закордонного, відразу оголошується іншими кримінології якоїсь самостійної теорією. І саме з позиції трактування окремого положення як теорії, а не як одного з її елементів, конкретне пояснення причин злочинності можна оцінювати як прояв однофакторного підходу.
Багатофакторний підхід поширений і зараз. Правда, при цьому завжди виділялись об'єктивні і суб'єктивні причини, а також антропологічні, соціальні, космічні і т. ін. Залежно від того, яким саме чинникам віддавав перевагу автор, його підхід називали антропологічними, психологічним, соціологічним або іншим.
В принципі, як видно з викладеного, саме кондиціоналістський підхід в його однофакторному або багатофакторному варіантах розвивається на ранніх етапах розвитку науки. Він властивий періоду накопичення даних про взаємозалежних з злочинністю обставин.
При кондиціоналістському підході не виділяються фактори, що впливають різним чином на злочинність, а також причини і умови. У підручнику «Кримінологія» 1 гол. VII називається «Причини та умови злочинності». Там йдеться одразу про причини і умови ", " … це система негативних для відповідної суспільно-економічної формації та даної держави соціальних явищ, що детермінують злочинність як своє слідство ". Отже, тут фактично мова йде в цілому про процес детермінації. Важливо те, що мова йде про систему, але все-таки причинність тут не виділяється. І це характерно для кондиціоналістського підходу, який є ніби містком між аналізом детермінації і причинності злочинності.
При цьому майже не аналізуються характер, механізми взаємозв'язку різних чинників, обставин, механізм їх взаємозв'язку зі злочинністю, тобто те, в якому зв'язку (причинного, функціональної чи іншої) знаходяться ці фактори і явища між собою.

### Традиційний підхід
Певною мірою саме під впливом усвідомлення необхідності враховувати такий механізм виник так званий традиційний підхід. При традиційному підході причиною даного слідства (у нашому випадку — злочину, злочинності) є зовнішній силовий вплив. У кримінології такий вплив розуміється не тільки як фізичний, але й психічне в різних його варіантах.
Найчастіше з традиційним підходом доводиться стикатися при аналізі причин конкретного злочину або окремих видів злочинності. Він характерний не тільки для наукового пояснення причини, а й «буденного». Часто можна чути від батьків молодих і неповнолітніх правопорушників: «син хороший, в злочин втягнули погані друзі», чи інше: «потерпілий сам спровокував його побиття». Цей підхід застосовується і при аналізі злочинності як соціального явища.
Професор М. Д. Шаргородський писав: "Причинами злочинності в широкому сенсі цього слова можна вважати всі ті обставини, без яких вона не могла б виникнути і не може існувати. Але не всі ці обставини грають активну роль … Причинами злочинності є, як і взагалі причиною, ті активні сили, які своєю дією породжують її існування. Причини конкретного злочину — це, таким чином, ті активні сили, які викликають у суб'єктів інтереси і мотиви для його здійснення "1.
Тут ми спостерігаємо певний перехід до традиційного підходу від кондиціоналістського. Строго кажучи, це положення можна трактувати і як вказівка на те, що причина — це завжди «чинні обставини», що вірно. Але деякими кримінологами воно теоретично використовувалося саме в плані традиційного підходу. Наприклад, при обґрунтуванні Віктності потерпілих як однієї з причин злочинності.
Віктимологія, як уже зазначалося, — вчення про потерпілого. На практиці воно дуже близько до вчення про причини, наприклад, злочинності неповнолітніх, пов'язаних з їх залученням у злочинну діяльність. У першому випадку зовнішній поштовх виходить від потерпілого, в другому — від третіх осіб, втягувати його в злочинну діяльність. Отже, має бути не просто якусь зовнішню обставину, але обставина штовхає, що діє. В одному з підручників «Кримінологія» професор Г. М. Миньковского називав підбурювання з боку дорослих однією з «безпосередніх причин вчинення підлітками злочинів» 2.
У німецької вченого Г. Й. Шнайдера можна прочитати, що «жертва злочину (потерпілий) є суттєвим елементом у процесах виникнення злочину і контролю за злочинністю». Цей динамічно-генетичний підхід обґрунтував, зокрема, у 1941 р. Ганс фон Гентіг, виділяв якусь частину злочинності як «процесу, в якому антигромадські елементи пожирають один одного» 3.
Таким чином, віктимна тут практично розглядається як кримінологічна проблема. Іншими словами, як проблема конфліктів у кримінальному середовищі. Кримінологічні дослідження підтверджували, що більш ніж у 50 % випадків тяжким насильницьким злочинам передували ситуації «з'ясування стосунків» двох сторін, і лише випадок визначав, хто з них був жертвою, а хто обвинувачуваним. Але тоді ми нікуди не йдемо від запитання: яка причина такого повороту подій — конфліктів, що закінчуються вбивствами і заподіянням тяжкої шкоди здоров'ю?
Застосування в кримінології традиційного підходу практично ніколи не спостерігалося в чистому вигляді. Він ніколи не використовувався як єдиний. У рамках лише цього підходу ніколи не можна було отримати відповідь на питання, звідки береться цей зовнішній вплив. А тому він нерідко поєднувався з багатофакторним підходом. Але при такому поєднанні не розмежовувалися необхідним чином причина і умова.
Філософами відзначалася цінність традиційного підходу з позиції проведення експерименту. Саме він дозволяє побачити, впливають чи ні ті чи інші процеси, акції на досліджуване явище. Але треба завжди пам'ятати про обмеженість застосування експерименту в кримінології: не можна відтворювати ситуації кримінальної поведінки, що завершуються вчиненням злочину; не можна розглядати як злочинця безправний об'єкт дослідження, треба поважати його законні інтереси, права, свободи.
І все-таки іноді життя, практика боротьби зі злочинністю, така як вона є, сама ставить дуже «сміливі» експерименти, часом не підозрюючи про це. У такому випадку традиційний підхід може дати певні результати з оцінки підсумків таких експериментів.

### Традиційно-діалектичний підхід
Третій підхід — традиційно-діалектичний. Відповідно до нього причина — це все те, що породжує дане слідство. Такий підхід зустрічається у роботах багатьох авторів. Н. Ф. Кузнєцова пише: «… до причин злочинності слід відносити соціально-психологічні детермінанти, що включають елементи економічної, політичної, правової, побутової психології на різних рівнях суспільної свідомості».
З традиційно-діалектичним підходом пов'язується поняття безпосередньої, або найближчої, причини злочину.
Н. А. Стручков відзначав, що безпосередні причини слід шукати у сфері свідомості, тому що «всі спонукальні сили, що викликають дії людини, неминуче повинні пройти через його голову, мають перетворитися на спонукання його волі».
А. М. Яковлєв завжди наполягав на іншому: «Тільки відмовившись від уявлення про суб'єктивну обумовленості протиправної поведінки, тільки виходячи з його об'єктивної детермінованості, можна говорити про реальні риси того варіанту взаємодії людини з соціальним середовищем, який пов'язаний з протиправною поведінкою» 3. Ця ж думка висловлювалася В. В. горіхові і рядом інших авторів.
Таким чином, виникає питання про те, в якому ж співвідношенні знаходяться об'єктивні і суб'єктивні чинники, який механізм їх впливу на злочинність: або зовнішня для людей матеріальне середовище породжує злочинність, заломлюючись через їх суб'єктивні характеристики, суспільна свідомість, або вона здатна і безпосередньо породжувати злочинне поведінку?
Тут вже йде суперечка про послідовність причинного впливу чинників, про їх розподіл по відношенню до людей на зовнішні і внутрішні. Підкреслюється самостійна роль характеристик людини.
Наголошується, що всі зовнішні впливи сприймаються людиною та інформація про них переробляється ним з урахуванням уже сформованих у нього якостей. Враховується унікальна здатність людини до активної цілеспрямованої діяльності.
Традиційно-діалектичний підхід, не охоплюючи весь механізм причинного комплексу, все-таки виділяє в ньому об'єктивний та суб'єктивний фактори, одночасно представляє їх вплив як послідовне і одностороння. "Матеріальні умови життя людей визначають суспільну свідомість, а вже воно — злочинність. Звідси оцінка суспільної психології (раніше згадувалося в зв'язку з цим про «відставання свідомості від буття») як безпосередній, найближчої причини злочинності.
Останній підхід в порівнянні з першими двома представляється більш привабливим. Однак він не враховує, що в ситуації злочинної поведінки, як було показано при аналізі його механізму, одночасно проявляють себе і зовнішні умови, і особистісні характеристики. Іншими словами, на злочинну поведінку впливають не тільки ті умови середовища, які раніше пройшли через свідомість людини, людей і наклали певний відбиток на свідомість, але й нові, що виникли і почали діяти саме в ситуації такого кримінальної поведінки, нерідко несподівані для людини, до яких він не був підготовлений.
Ще Е. Дюркгейм писав, що "соціальні явища повинні вивчатися як речі, тобто як зовнішні по відношенню до індивіда реальності. Для нас це настільки заперечує положення є основним ".
І тут знову доводиться звертатися до категорії взаємодії, говорити в даному випадку про причини злочинної поведінки і злочинності як взаємодії середовища і людини (людей).
Такий підхід, четвертий за послідовністю, носить назву «інтеракціоністський», або підхід до причинності з позиції взаємодії.
Взагалі науковий діалектичний підхід відходить від спрощеного розуміння взаємозв'язку причини і наслідки, штучного ізолювання окремих форм взаємодії. Гегель та інші великі діалектики зазначали, що «весь великий хід розвитку відбувається у формі взаємодії» 1.
Це положення особливо важливо враховувати при вивченні причин злочинності, оскільки кримінолог має справу з самоврядними системами, якими є і суспільство, і людина. У процесах самоврядування фактично вплив зовнішнього фактора не просто заломлюється через внутрішні властивості матеріального носія слідства, а планомірно та направлено контролюється, змінюється згідно з внутрішніми законами самоврядної системи, поєднується із внутрішнім виробляють началом2. І внутрішні, і зовнішні причини виступають як виробляють, що діють одночасно.
Таким чином, злочинність як соціальне явище не існує поза людей і їхньої поведінки, тому її слід розглядати в якості підсумку соціальної взаємодії.
Термін «взаємодія», як уже зазначалося, широко вживається в кримінології. Особливо коли мова йде про взаємодію причин і умов, детермінантів злочинності і її самої. Але в даному контексті з усіх видів взаємодії виокремлюється генетичне, що породжує злочинність, або, інакше, причиняє взаємодію.

## У медицині
Поняття «причина» в медицині є стрижнем усіх теоретичних побудов у проблемі виникнення й сутності хвороби, оскільки причинний зв'язок існує об'єктивно, будучи одною зі сторін спільної системи складних взаємин організму і середовища. Хвороби, як і інші явища об'єктивної реальності, мають свої причини. Розділ медицини — етіологія (aitia — причина, logos(лат.) — наука) якраз і ставить перед собою завдання знайти цю причину.
І сьогодні зрозуміла радість лікарів, коли у пошуках матеріальних причин хвороб, переживши цілі періоди вірувань в ту або іншу істину: «археї», «міазми» (Гіппократ, народився близько 460 р. до н. е.) і «контагії» (Дж. Фракасторо, 1458—1553), локалістичну теорію розвитку інфекційних хвороб (М. Петтенкофер, 1885), нарешті, були відкриті мікроорганізми — збудники інфекційних хвороб (Р. Кох, 1843—1910).
Так, на думку лікарів того періоду, була встановлена причина виникнення інфекційної хвороби — конкретний збудник. З цієї миті в теорії інфекційної патології почав домінувати детермінізм, точніше каузалізм. Дещо пізніше широкого розповсюдження набув його різновид — монокаузалізм, який характеризувався спробою звести всяке захворювання до інфекційного, а сам інфекційний процес винятково до дії мікробів на організм

## У філософії
Юм першим по-справжньому серйозно досліджував «причинність» як явище і поняття. За Юмом на підставі тільки лише прикладів ми ніколи не буваємо в змозі відкрити необхідний зв'язок між явищами природи. Те, що заведено називати «причиною», — це не більше ніж притаманна душі людини звичка спостерігати одне явище після іншого й укладати з цього, що явище пізніше в часі залежить походженням від більш раннього.
Усвідомлення реального характеру причинних зв'язків Юм іменував вірою: «Розум ніколи не може переконати нас у тому, що існування одного об'єкта завжди містить в собі існування іншого, тому, коли ми переходимо від враження одного об'єкта до ідеї іншого або до віри в цей інший, то спонукає нас до цього не розум, а звичка, або принцип асоціації».
За Юмом причинність виживає як принцип лише в межах тих дисциплін, які вдається трансформувати в галузь психології (релігієзнавство, громадянська історія та етика), бо «всі думки й поняття про речі, до яких ми звикли з дитинства, пускають коріння так глибоко, що весь наш розум і досвід не здужають викорінити їх, при цьому вплив цієї звички не тільки наближається до впливу постійної і нероздільної зв'язка причин і дій, а й у багатьох випадках перевершує його „, при цьому“ … більше половини думок, що переважають серед людей, зобов'язані своїм походженням вихованню …».
Вища мета людського пізнання — інтегрування емпірично встановлених причин природних явищ і підпорядкування різноманіття особливих наслідків обмеженої сукупності загальних кінцевих причин.
Закон причинності докладемо лише до сфери досвіду: перехід від емпірії до трансцендентного неприпустимий. Проблема існування складної об'єктивної структури індивідуального досвіду, яку сформулював Юм, результувалась згодом у спряженій концепції Канта.
Міркування і висновки Юма з цього питання стали тими досягненнями філософії, які сприяли її подальшої еволюції і генезису її нових напрямків. Людина у Юма соціальна за своєю власною природою і поступово еволюціонує, адаптуючи різноманітні громадські чесноти. Вигода соціального устрою життя людей пов'язана із супутнім процесом зростання «сили, вміння та безпеки».
Приватна власність і справедливість, аж ніяк не передбачають соціальної рівності, — основи процвітання суспільства в розумінні Юма: «Історики і здоровий глузд можуть просвітити нас відносно того, що, якими б пристойними не здавалися ідеї повної рівності, реально, по суті, вони неможливі. І якби це було не так, то це було б надзвичайно згубно для людського суспільства. Зробіть будь-коли майно рівним, і люди, будучи різними за майстерністю, старанності й працьовитості, негайно зруйнують це рівність. А якщо ви чинитимете спротив цим чеснотам, ви доведете суспільство для найбільшої бідності і, замість того, щоб попередити нужду і злидні, зробите її неминучою для всього суспільства в цілому».
Релігійні постулати, які виникають як результат психологічної потреби почуття, не можуть, за Юмом, бути осягнуті, в них можна лише вірити: досвід принципово неможливий щодо універсума, як першопричини якого переосмислюється Бог, а, отже, зв'язку першопричини та світу не допускають будь- або змістовних і осмислених реконструкцій.
Критика слідом за Берклі «духовної субстанції» переросла у Юма в заперечення традиційної релігії, протиставлення їй «природної релігії» і жорстку полеміку з офіційною церквою. Юм придумав і ввів у науковий обіг поняття «філософська інтоксикація», значуще в психотерапевтичній діагностиці.